# Lenguas cushitas
Las lenguas cushitas, kushitas o cushíticas son un subgrupo de lenguas del filo afroasiático cuyo nombre deriva del personaje bíblico Kush, hijo mayor de Cam. Son habladas principalmente en el Cuerno de África, así como también en el valle del Nilo y partes de la región de los Grandes Lagos de África. 
La lengua más importante de esta familia es el oromo con más de 25 millones de hablantes, seguido por el somalí hablado por 15 millones de personas en Somalia, Etiopía, Yibuti y Kenia, el sidamo hablado por 2 millones de personas en Etiopía y el afar o afaro hablado por un millón y medio de personas en Eritrea, Etiopía y Yibuti. El idioma protocushítico fue tentativamente reconstruido por Christofer Ehret (1987).

## Clasificación
Las lenguas cushíticas y omóticas están distantemente emparentadas con el resto de lenguas afroasiáticas y existen cognados léxicos, y formas gramaticales que testimonian un claro origen común. Más polémica es la relación entre las diferentes lenguas cushitas y su lugar exacto dentro del afroasiático. De hecho, la clasificación interna de las lenguas cushíticas es uno de los problema de clasificación más debatidos de las lenguas afroasiáticas.
Dejando a un lado las lenguas omóticas, que históricamente fueron consideradas lenguas cushitas ("cushítico" occidental), las lenguas cushitas son las lenguas más divergentes del resto del afroasiático por lo cual se conjetura que fueron una de las primeras ramas en separarse del tronco común (junto con el omótico). Existen ciertas dudas sobre si las lenguas cushitas constituyen una rama o varias. Algunos autores como Orel y Ostolva (1995) propusieron una de las reconstrucciones más completas del proto-afroasiático y desestiman la existencia de un proto-cushita. En su lugar, proponen que las diferentes ramas cuchitas tienen orígenes independientes y sólo son una agrupación tipológica dentro del afroasiático.
Tradicionalmente se incluían las lenguas omóticas dentro de las lenguas cusitas, con el nombre de lenguas cusitas occidentales. Este punto de vista ha sido abandonado por la mayoría de los expertos.

### Clasificación interna
Comúnmente las lenguas cushitas se dividen en seis unidades filogenéticas, algunas de las cuales difieren notablemente de las otras. Los seis grupos son:
1. Cushítico septentrional o beya, formado por una única lengua el bedja (castellanizado: beya) o bedawi, hablado por con algo más de un millón de hablantes (1,148 millones en 2000), que se habla en áreas adyacentes de Egipto, Eritrea y Etiopía.
2. Cushítico central o lenguas agaw, que es un grupo bien definido que incluye variedades habladas en el NW de Etiopía y en Eritrea. Comprende el kemamnt-kwara (> 1 millón), awngi (400 mil), el bilin, el xamtanga y otras variedades extintas.
3. Cushítico oriental de las tierras altas, con la excepción del burji, está formado por un grupo de lenguas estrechamente emparentadas. Se hablan en el centro de Etiopía meridional, además de algunos hablantes de burji en el norte de Kenia. El grupo incluye el burji (80 mil), el sidamo (1,5 millones), el kambata y el haddiya (con cerca de un millón de hablantes cada uno).
4. Cushítico oriental de las tierras bajas. Este grupo comprende tres subgrupos:
  1. Subgrupo septentrional (Saho-Afar), que incluye al saho (144 mil) y al afar (1,2 millones).
  2. Subgrupo oromide que incluye a las variedades de oromo (14 millones) habladas entre el río Tana en Kenia hasta la frontera con Sudán y el área tigrai en Etiopía y Eritrea, y el grupo konsoide una cadena geolectal que se extiende al oeste del Valle del Rift meridional. La principal variedad de este grupo es el konso (200 mil).
  3. Subgrupo Omo-Tana que comprende una división oriental y otra occidental. La división oriental comprende el rendille (32 mil) y el boni (5 mil) y las numerosas variedades de somalí (8,4 millones), habladas en Somalia, Yibuti, Etiopía oriental y noreste de Kenia. La división occidental comprende el daasenech (30 mil), el arbore (entre 1 y 5 millones) y probablemente el extinto elmolo. El bayso hablado en la región del lago Abaya, geográficamente alejada del resto de variedades, comparte rasgos con la división occidental y oriental.
5. Dullay. Representa una cadena geolectal en la vecindad del valle del Wäyt'o al oeste del grupo konsoide (ver cushítico oriental de las tierras bajas). Incluye al Gawwada (65-70 mil) y al tsamay (7 mil).
6. Cushítico meridional. Estas lenguas se hablan en Tanzania, donde están representadas por el grupo iraqw, que incluye el iraqw (365 mil) propiamente dicho, el gorowa (30 mil) y el burunge (31 mil), además del mbugu/ma'a (32 mil) citado como ejemplo genuino de "lengua mixta", además del extingo asax y probablemente el también extinto kw'adaza. El dahalo (3 millones) es una lengua situada fuera de Tanazania hablada a lo largo de la desembocadura del río Tana, que tiene la peculiaridad de presentar clicks.

Algunos autores consideran que el cushítico de las tierras altas, el de las tierras bajas y el dullay formarían un hipotético grupo cushítico oriental. El proyecto de comparación sistemática ASJP que clasifica las lenguas sobre la base el parecido léxico conlleva el siguiente árbol cladístico:

|                                         | Cushítico oriental de las tierras altas                                                                                                 |
|                                         | |
| Cushítico oriental de las tierras bajas | \| \| Somalí-Rendille-Boni \| \| \| \| \| \| Oromo-Konso-Gidole \| \| \| \| \| \| Afar-Saho \| \| \| \| \| \| Omo-Tana occ. \| \| \| \| |
|                                         | \| \| Somalí-Rendille-Boni \| \| \| \| \| \| Oromo-Konso-Gidole \| \| \| \| \| \| Afar-Saho \| \| \| \| \| \| Omo-Tana occ. \| \| \| \| |
|                                         | Dullay |
|                                         | |
|                                         | Somalí-Rendille-Boni |
|                                         | |
|                                         | Oromo-Konso-Gidole |
|                                         | |
|                                         | Afar-Saho |
|                                         | |
|                                         | Omo-Tana occ. |
|                                         | |

|  | Somalí-Rendille-Boni |
|  |                      |
|  | Oromo-Konso-Gidole   |
|  |                      |
|  | Afar-Saho            |
|  |                      |
|  | Omo-Tana occ.        |
|  |                      |

|                                         | Cushítico oriental de las tierras altas                                                                                                 |
|                                         | |
| Cushítico oriental de las tierras bajas | \| \| Somalí-Rendille-Boni \| \| \| \| \| \| Oromo-Konso-Gidole \| \| \| \| \| \| Afar-Saho \| \| \| \| \| \| Omo-Tana occ. \| \| \| \| |
|                                         | \| \| Somalí-Rendille-Boni \| \| \| \| \| \| Oromo-Konso-Gidole \| \| \| \| \| \| Afar-Saho \| \| \| \| \| \| Omo-Tana occ. \| \| \| \| |
|                                         | Dullay |
|                                         | |
|                                         | Somalí-Rendille-Boni |
|                                         | |
|                                         | Oromo-Konso-Gidole |
|                                         | |
|                                         | Afar-Saho |
|                                         | |
|                                         | Omo-Tana occ. |
|                                         | |

|  | Somalí-Rendille-Boni |
|  |                      |
|  | Oromo-Konso-Gidole   |
|  |                      |
|  | Afar-Saho            |
|  |                      |
|  | Omo-Tana occ.        |
|  |                      |

|                                         | Cushítico oriental de las tierras altas                                                                                                 |
|                                         | |
| Cushítico oriental de las tierras bajas | \| \| Somalí-Rendille-Boni \| \| \| \| \| \| Oromo-Konso-Gidole \| \| \| \| \| \| Afar-Saho \| \| \| \| \| \| Omo-Tana occ. \| \| \| \| |
|                                         | \| \| Somalí-Rendille-Boni \| \| \| \| \| \| Oromo-Konso-Gidole \| \| \| \| \| \| Afar-Saho \| \| \| \| \| \| Omo-Tana occ. \| \| \| \| |
|                                         | Dullay |
|                                         | |
|                                         | Somalí-Rendille-Boni |
|                                         | |
|                                         | Oromo-Konso-Gidole |
|                                         | |
|                                         | Afar-Saho |
|                                         | |
|                                         | Omo-Tana occ. |
|                                         | |

|  | Somalí-Rendille-Boni |
|  |                      |
|  | Oromo-Konso-Gidole   |
|  |                      |
|  | Afar-Saho            |
|  |                      |
|  | Omo-Tana occ.        |
|  |                      |

|                                         | Cushítico oriental de las tierras altas                                                                                                 |
|                                         | |
| Cushítico oriental de las tierras bajas | \| \| Somalí-Rendille-Boni \| \| \| \| \| \| Oromo-Konso-Gidole \| \| \| \| \| \| Afar-Saho \| \| \| \| \| \| Omo-Tana occ. \| \| \| \| |
|                                         | \| \| Somalí-Rendille-Boni \| \| \| \| \| \| Oromo-Konso-Gidole \| \| \| \| \| \| Afar-Saho \| \| \| \| \| \| Omo-Tana occ. \| \| \| \| |
|                                         | Dullay |
|                                         | |
|                                         | Somalí-Rendille-Boni |
|                                         | |
|                                         | Oromo-Konso-Gidole |
|                                         | |
|                                         | Afar-Saho |
|                                         | |
|                                         | Omo-Tana occ. |
|                                         | |

|  | Somalí-Rendille-Boni |
|  |                      |
|  | Oromo-Konso-Gidole   |
|  |                      |
|  | Afar-Saho            |
|  |                      |
|  | Omo-Tana occ.        |
|  |                      |

|                                         | Cushítico oriental de las tierras altas                                                                                                 |
|                                         | |
| Cushítico oriental de las tierras bajas | \| \| Somalí-Rendille-Boni \| \| \| \| \| \| Oromo-Konso-Gidole \| \| \| \| \| \| Afar-Saho \| \| \| \| \| \| Omo-Tana occ. \| \| \| \| |
|                                         | \| \| Somalí-Rendille-Boni \| \| \| \| \| \| Oromo-Konso-Gidole \| \| \| \| \| \| Afar-Saho \| \| \| \| \| \| Omo-Tana occ. \| \| \| \| |
|                                         | Dullay |
|                                         | |
|                                         | Somalí-Rendille-Boni |
|                                         | |
|                                         | Oromo-Konso-Gidole |
|                                         | |
|                                         | Afar-Saho |
|                                         | |
|                                         | Omo-Tana occ. |
|                                         | |

|  | Somalí-Rendille-Boni |
|  |                      |
|  | Oromo-Konso-Gidole   |
|  |                      |
|  | Afar-Saho            |
|  |                      |
|  | Omo-Tana occ.        |
|  |                      |

|                                         | Cushítico oriental de las tierras altas                                                                                                 |
|                                         | |
| Cushítico oriental de las tierras bajas | \| \| Somalí-Rendille-Boni \| \| \| \| \| \| Oromo-Konso-Gidole \| \| \| \| \| \| Afar-Saho \| \| \| \| \| \| Omo-Tana occ. \| \| \| \| |
|                                         | \| \| Somalí-Rendille-Boni \| \| \| \| \| \| Oromo-Konso-Gidole \| \| \| \| \| \| Afar-Saho \| \| \| \| \| \| Omo-Tana occ. \| \| \| \| |
|                                         | Dullay |
|                                         | |
|                                         | Somalí-Rendille-Boni |
|                                         | |
|                                         | Oromo-Konso-Gidole |
|                                         | |
|                                         | Afar-Saho |
|                                         | |
|                                         | Omo-Tana occ. |
|                                         | |

|  | Somalí-Rendille-Boni |
|  |                      |
|  | Oromo-Konso-Gidole   |
|  |                      |
|  | Afar-Saho            |
|  |                      |
|  | Omo-Tana occ.        |
|  |                      |

|                                         | Cushítico oriental de las tierras altas                                                                                                 |
|                                         | |
| Cushítico oriental de las tierras bajas | \| \| Somalí-Rendille-Boni \| \| \| \| \| \| Oromo-Konso-Gidole \| \| \| \| \| \| Afar-Saho \| \| \| \| \| \| Omo-Tana occ. \| \| \| \| |
|                                         | \| \| Somalí-Rendille-Boni \| \| \| \| \| \| Oromo-Konso-Gidole \| \| \| \| \| \| Afar-Saho \| \| \| \| \| \| Omo-Tana occ. \| \| \| \| |
|                                         | Dullay |
|                                         | |
|                                         | Somalí-Rendille-Boni |
|                                         | |
|                                         | Oromo-Konso-Gidole |
|                                         | |
|                                         | Afar-Saho |
|                                         | |
|                                         | Omo-Tana occ. |
|                                         | |

|  | Somalí-Rendille-Boni |
|  |                      |
|  | Oromo-Konso-Gidole   |
|  |                      |
|  | Afar-Saho            |
|  |                      |
|  | Omo-Tana occ.        |
|  |                      |

|                                         | Cushítico oriental de las tierras altas                                                                                                 |
|                                         | |
| Cushítico oriental de las tierras bajas | \| \| Somalí-Rendille-Boni \| \| \| \| \| \| Oromo-Konso-Gidole \| \| \| \| \| \| Afar-Saho \| \| \| \| \| \| Omo-Tana occ. \| \| \| \| |
|                                         | \| \| Somalí-Rendille-Boni \| \| \| \| \| \| Oromo-Konso-Gidole \| \| \| \| \| \| Afar-Saho \| \| \| \| \| \| Omo-Tana occ. \| \| \| \| |
|                                         | Dullay |
|                                         | |
|                                         | Somalí-Rendille-Boni |
|                                         | |
|                                         | Oromo-Konso-Gidole |
|                                         | |
|                                         | Afar-Saho |
|                                         | |
|                                         | Omo-Tana occ. |
|                                         | |

|  | Somalí-Rendille-Boni |
|  |                      |
|  | Oromo-Konso-Gidole   |
|  |                      |
|  | Afar-Saho            |
|  |                      |
|  | Omo-Tana occ.        |
|  |                      |

### Lenguas de la familia

Localización de diferentes lenguas cushitas.

Se divide en los siguientes subgrupos de acuerdo con Joseph Greenberg, revisada por Harold Fleming y otros autores:
- Beya (Cushita septentrional) (en inglés Beja; a menudo colocado fuera del grupo cusita estricto)
- Lenguas cushitas centrales o lenguas agaw. Habladas por pequeños grupos en Etiopía y Eritrea. Forman el sustrato del amhárico y las demás lenguas semíticas de Etiopía.
  - Awngi (awngi, unos 490 mil hablantes)
  - Kemant-Kwara (cerca de 1 millón de hablantes)
  - Xamtanga (unos 80 mil hablantes)
  - Bilin (unos 70 mil hablantes)
- Lenguas cushitas orientales (incluye el oromo, el somalí, el sidamo y el afar)
  - Lenguas orientales de las tierras altas
    - Burji (unos 87 mil hablantes)
    - Sidamo (cerca de 1,5 millones)
    - Kambata
    - Hadiyya

  - Lenguas orientales de las tierras bajas
    - Grupo norte
      - Saho (unos 144 mil hablantes)
      - Afar (1,2 millones de hablantes)

    - Grupo oromoide
      - Oromo
      - Konso

    - Grupo rendille-boni
      - Rendille
      - Boni

    - Grupo Omo-Tana
      - Daasenech
      - Arbore

  - Lenguas dullay
    - Gawwada
    - Tsamay (unos 7 mil hablantes)
- Lenguas cushitas meridionales o lenguas rift
  - Idioma maga (ma'a)
  - Idioma iraqw (unos 1 800 000 hablantes)
  - Idioma burunge (31 mil hablantes)
  - Idioma alavá (alawa en inglés; unos 11 000 hablantes)
  - Idioma dahalo

Robert Hetzron ha sugerido que las lenguas cushitas meridionales son un subgrupo de las orientales. Otros han sugerido la posibilidad de dividir el grupo oriental en sidámico o de las tierras altas, somálico o de las tierra bajas (que incluiría el oromo) y yaaku-dullay, con lo que el cusita quedaría con cinco ramas: agaw, sidámico, somalico, yaaku-dullay y rift.

## Descripción lingüística

### Fonología
El trabajo sobre las lenguas cushitas ha permitido realizar reconstrucciones más o menos amplias sobre el proto-cushítico cuya diversificación dio lugar a las diferentes ramas de lenguas cushitas. De acuerdo con C. Ehret (1987), el inventario del proto-cushítico vendría dado por esta distribución fonológica:
|           |           | Labial | Dento- Alveol. | Palato- Alveol. | Velar | Labio- Velar | Faríngea | Glotal |
| --------- | --------- | ------ | -------------- | --------------- | ----- | ------------ | -------- | ------ |
| oclusiva  | eyectiva  | *pʼ    | *tʼ, ʦʼ        | *cʼ             | *kʼ   | *kʷʼ         |          |        |
| oclusiva  | sorda     | *p     | *t, (*ʦ)       |                 | *k    | *g           |          | *ʔ     |
| oclusiva  | sonora    | *b     | *d, (*ʣ)       |                 | *g    | *gʷ          |          |        |
| fricativa | sorda     | *f     | *s, *ɬ         | *š              | *x    | *xʷ          | *ħ       | *h     |
| fricativa | somora    |        | *z, *ɮ         |                 | *ɣ    | *ɣʷ          | *ʕ       |        |
| nasal     | nasal     | *m     | *n             |                 | *ŋ    | (*ŋʷ)        |          |        |
| sonorante | sonorante |        | *l, *r         | *y              |       | *w           |          |        |
Los signos entre paréntesis son de reconstrucción más insegura y tal vez sólo sean alófonos de otros fonemas similares. En cuanto a las vocales son /*a, *e, *i, *o, *u, *ā, *ē, *ī, *ō, *ū/. Esta reconstrucción como otras de Ehret han sido criticadas y discutidas. Como se ha mencionado, algunos autores como Orel y Ostolva (1995) niegan siquiera la existencia de un proto-cushita, considerando que existieron varias protolenguas derivadas del proto-afroasiático que dieron lugar a las lenguas cushitas.

### Gramática
Las lenguas cushíticas tienen un buen número de características morfológicas afroasiáticas. En el verbo, por ejemplo, la conjugación distingue el género en la tercera persona del singular y los sufijos usados se corresponden con las marcas de personas de otras ramas del afroasiático. Una peculiaridad de las lenguas cushíticas es que la conjugación usa principalmente sufijos a diferencia, por ejemplo, de lo que sucede en semítico. El siguiente cuadro compara los sufijos usados en el presente en diferentes ramas cushíticas:
|          |          | Beya     | Proto- Agaw | Proto-B. Cush. Orient |
| -------- | -------- | -------- | ----------- | --------------------- |
| Singular | 1.ª      | -án      | *-ʔa        | *-aa                  |
| Singular | 2ª       | -taà(-y) | *-ta        | *-taa                 |
| Singular | 3ª masc. | -yà      | *-a         | *-aa                  |
| Singular | 3ª fem.  | -tà      | *-ta        | *-taa                 |
| Plural   | 1.ª      | -nà      | *-na        | *-naa                 |
| Plural   | 2ª       | -taàna   | *-tan       | *-taani               |
| Plural   | 3ª       | -yaàn    | *-aan       | *-aani                |

### Comparación léxica
Los numerales reconstruidos para diferentes grupos de lenguas cushitas son:
| GLOSA | CUSHÍTICO SEPTENTR. | PROTO- CUSHÍTICO CENTRAL | PROTO- CUSHÍTICO ORIENTAL | PROTO- CUSHÍTICO ORIENTAL | PROTO- CUSHÍTICO ORIENTAL | PROTO- CUSHÍTICO MERIDIONAL | PROTO- CUSHÍTICO |
| GLOSA | CUSHÍTICO SEPTENTR. | PROTO- CUSHÍTICO CENTRAL | PROTO- DULLAY             | PROTO- SOMALÍ             | PROTO- SIDÁMICO           | PROTO- CUSHÍTICO MERIDIONAL | PROTO- CUSHÍTICO |
| ----- | ------------------- | ------------------------ | ------------------------- | ------------------------- | ------------------------- | --------------------------- | ---------------- |
| 1     | gaːl                | *laɣʷ                    | *tokko                    | *kow                      | *mittə                    |                             | *laħ-            |
| 2     | ˈmale               | *lɨŋa                    | *lakki                    | *lamma                    | *lamə                     | *tsʼar                      | *ɬa(a)ma         |
| 3     | mheːy               | *sɨɣʷa                   | *izzaħ                    | *siddaħ                   | *sasə                     | *tami                       | *saK- / *sedeh-  |
| 4     | ˈfaɖig              | *sɨʣa                    | *salaħ                    | *afar-                    | *soːrə                    | *ʦʼigaħ                     | *salʦ-           |
| 5     | eːy                 | *ʔankʷa                  | *χubin                    | *ʧan-                     | *omutə                    | *koːʔan-                    | *ken-            |
| 6     | aˈsagʷir            | *wɨlta                   | *cappi                    | *liħ-                     | *lehə                     | *laħoːʔ                     | *laħəʔ           |
| 7     | asaːˈrama           | *laŋə-ta                 | *caħħan                   | *tadba                    | *lamara                   | *faːnqʼw                    | *ɬama-ta(?)      |
| 8     | asiˈmheːy           | *səɣʷə-ta                | *seccen                   | *siddeti                  | *sadditə                  | *dakaːt                     | *sedeh-ta        |
| 9     | aʃˈʃaɖig            | *sɨʣ-ta                  | *gollan                   | *sagal                    | *honsə                    | *gwalel-                    |                  |
| 10    | ˈtamin              | *ʦeka                    | *ħuɗɗan                   | *taɓan                    | *tanmə                    | *mib-                       | *tamn-           |
Nótese la similaidad de algunos numerales de las lenguas cushitas orientales con los encontrados en parte de las lenguas nilóticas meridionales: 6 *lah-, 7 tisɑp, 8 *sisiːt, 9 *sɑkɑːl, 10 *taman. Y también algunos numerales de las lenguas omóticas: 6 *laxi (omótico meridional), 8 (dizoide), 10 *taɓ- (general). Dichas similitudes se debe sin duda a préstamos léxicos entre estos grupos de lenguas.